# Erica subulata
Erica subulata är en ljungväxtart som beskrevs av Wendl. Erica subulata ingår i släktet klockljungssläktet, och familjen ljungväxter. Inga underarter finns listade i Catalogue of Life.